# 徳光屋本店
合名会社徳光屋本店（とくみつやほんてん）は、熊本県熊本市中央区新町2-10-20に本社を置く、医薬品・医薬品卸を主に取り扱う企業である。
歴史は古く、創業家は肥後藩主細川家の典医などを務めた。1632年（寛永9年）の細川家の中津からの移封に伴って熊本に入った。

## 概要
- 設立：1929年（昭和4年）2月
- 資本金：4,000万円

## 営業所
- 本社：熊本県熊本市中央区新町2丁目10-20

## 主な取引メーカー
- 武田薬品
- 山之内製薬
- 中外製薬
- 三共
- 塩野義製薬
- 明治製菓
- エーザイ